# Guido Assmann

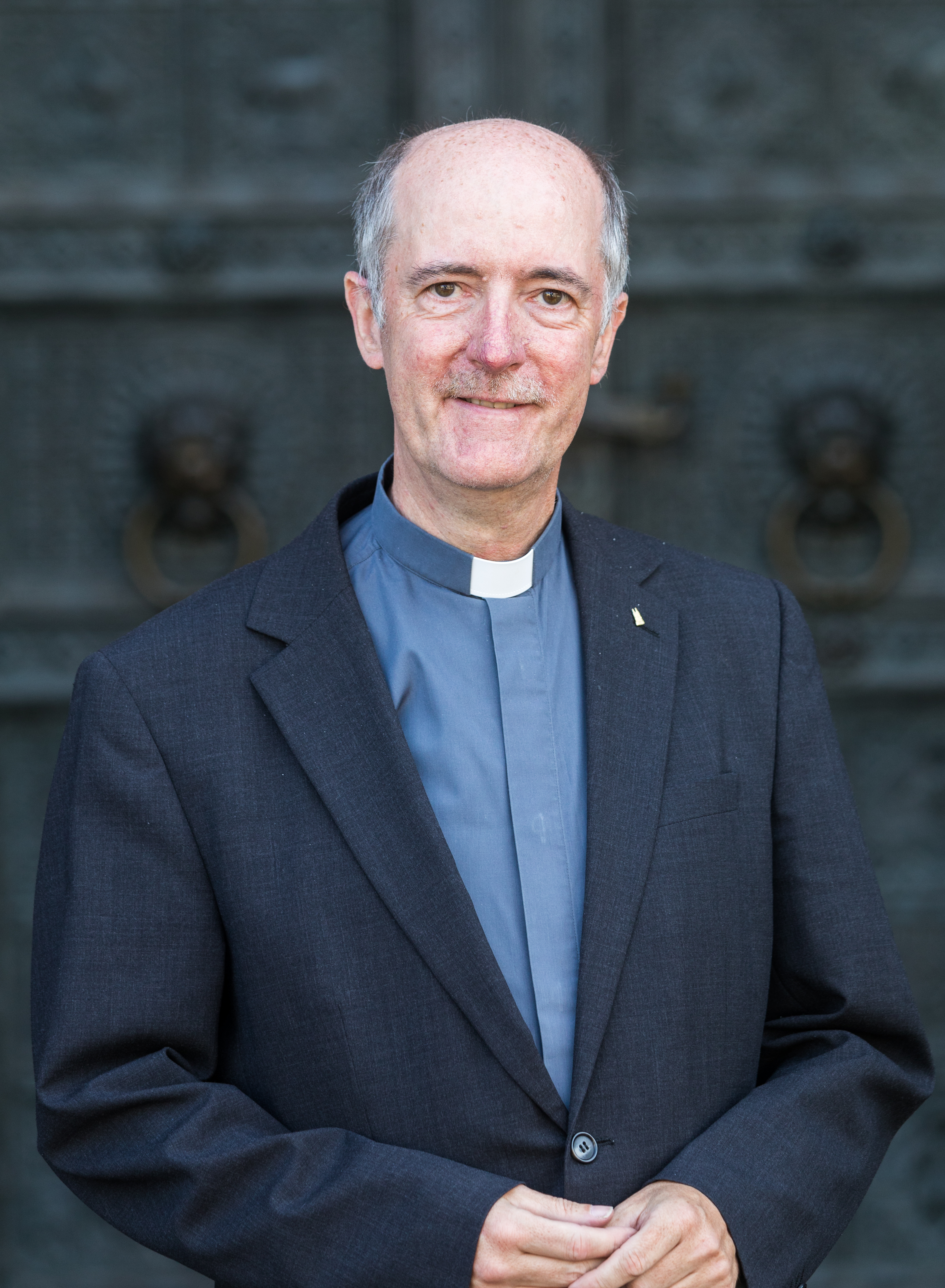
Guido Assmann, Kölner Dompropst (2020)

Guido Assmann (* 28. Januar 1964 in Radevormwald) ist ein deutscher römisch-katholischer Priester im Erzbistum Köln, seit 2020 Kölner Dompropst und seit 1. Juli 2022 Generalvikar des Erzbischofs von Köln.

## Leben
Guido Assmann, eines von zwei Kindern, wuchs im Ortsteil Bergerhof in Radevormwald im Bergischen Land auf. Nach dem Abitur am Theodor-Heuss-Gymnasium in Radevormwald studierte er Philosophie und Katholische Theologie an der Rheinischen Friedrich-Wilhelms-Universität Bonn und der Albert-Ludwigs-Universität Freiburg.
Am 1. Juni 1990 spendete ihm Erzbischof Joachim Kardinal Meisner im Kölner Dom die Priesterweihe. Nach Kaplansjahren an St. Bruno in Köln-Klettenberg und an St. Patricius in Eitorf wurde er 1998 Pfarrer an St. Michael in Dormagen. Im Jahr 2000 wurde er auch zum Dechanten des Dekanats Dormagen ernannt. Papst Benedikt XVI. ernannte Guido Assmann 2005 zum Kaplan seiner Heiligkeit mit dem Titel Monsignore. 2007 wurde Assmann Oberpfarrer am Quirinus-Münster Neuss und Kreisdechant der Kreisdekanats Neuss. Die Amtseinführung erfolgte am 12. August 2007 durch Erzbischof Joachim Kardinal Meisner. Vom 1. März 2013 bis August 2016 war Assmann zusätzlich Pfarrverweser im Seelsorgebereich Elsbach-Erft in Grevenbroich. In Neuss galt er, Presseberichten zufolge, als guter Prediger mit eher konservativer Grundausrichtung, der sich intensiv für die Ökumene einsetzte und die christlich-jüdische Zusammenarbeit förderte.
Durch Erzbischof Rainer Maria Kardinal Woelki wurde Guido Assmann 2017 zum nichtresidierenden Domkapitular ernannt. Am 29. Mai 2020 wurde bekanntgegeben, dass Assmann in einer Sondersitzung des Kölner Domkapitels in Abwesenheit als Nachfolger von Gerd Bachner zum Dompropst am Hohen Dom zu Köln gewählt wurde. Die Wahl wurde durch Kardinal Woelki bestätigt. Die Amtseinführung erfolgte am 20. September 2020 im Rahmen eines Kapitelsamts im Kölner Dom.
Als Dompropst vertritt Guido Assmann den Kölner Dom und ist Dienstvorgesetzter für alle am Kölner Dom Tätigen, so auch für die rund 100 Mitarbeitenden der Dombauhütte und die Domschweizer, während der Domdechant vor allem für die Liturgie am Kölner Dom verantwortlich zeichnet. Der Dompropst ist Vorsitzender des Metropolitan- oder Domkapitels, das auch den Erzbischof von Köln wählt.
2005 wurde er von Kardinal-Großmeister Carlo Kardinal Furno zum Ritter des Ritterordens vom Heiligen Grab zu Jerusalem ernannt und am 5. Oktober 2005 im Magdeburger Dom durch Bischof Anton Schlembach, Großprior der deutschen Statthalterei, investiert. 2011 erfolgte die Ernennung zum Komtur des Päpstlichen Laienordens. Für den Orden nahm er neben seinen anderen Verpflichtungen von Dezember 2011 bis September 2014 die Aufgaben des Priors der Komturei Heilige Drei Könige in Köln wahr. Assmann ist Mitglied des Deutschen Vereins vom Heiligen Lande.
Am 4. April 2022 wurde bekanntgegeben, dass Erzbischof Woelki Assmann mit Wirkung zum 1. Juli 2022 zu seinem Generalvikar berufen hat. Er übernahm das Amt von Markus Hofmann.